# Файнер, Сэмюэл
Сэмюэл Эдвард Файнер (англ. Samuel Edward Finer; 22 сентября 1915, Лондон — 9 июня 1993, там же) — британский политолог и историк, специализировавшийся на истории политического устройства Великобритании.

## Биография
Сэмюэл Файнер родился в 1915 году в Лондоне, был третьим сыном в небогатой еврейской семье. Его отец, рыночный зеленщик, эмигрировал в Англию из Румынского королевства в начале 1900-х годов. Родители Файнера — Макс Файнер (1867—1945) и Фанни Файнер (урождённая Вайнер, 1873—1945) — погибли во время налёта немецкой авиации на Лондон в январе 1945 года. Сэмюэл Файнер выбрал политологию своей профессией под влиянием старшего брата — известного политолога Германа Файнера. Учился в колледже Тринити Оксфордского университета, специализируясь в современной истории и классической литературе. В годы Второй мировой войны служил в чине капитана в службе сигнальной разведки.
С 1950 года — профессор Колледжа Северного Стаффордшира, с 1966 года — глава факультета правительства Манчестерского университета. Способствовал введению политологии в качестве учебного предмета в университетах Великобритании. С 1974 года — профессор управления и правительства Оксфордского университета (с 1982 года — Professor Emeritus).
В книге «Человек верхом на лошади» (The Man on Horseback: The Role of the Military in Politics, 1962) Файнер писал о трёх причинах, по которым профессионализм военных может привести их к столкновению с гражданской властью: 1. Военные могут полагать, что находятся на службе у государства, а не на службе у правительства, которое в данный момент пребывает у власти. А это может привести их к «противопоставлению общества и временно занимающей своё место администрации». 2. Вооруженные силы могут впасть в «военный синдикализм», полагая, что только специалисты обладают достаточной квалификацией для принятия решений в оборонной области. 3. Военные могут отказаться от участия в решении «грязных» внутригосударственных проблем, с которыми сталкивается гражданское руководство страны, считая себя гарантом внешней безопасности государства, а не тяжело вооруженным полицейским подразделением.
Главный труд Сэмюэла Файнера — трёхтомная «История правительства с древнейших времён» (The History of Government from the Earliest Times) — сравнительное исследование различных форм правления прошлого и настоящего, начиная с шумерской, египетской и ассирийской цивилизаций, Древнего Израиля и Иудеи, Греции, Римской империи, Китая и заканчивая периодом индустриализации и образования конституционных монархий в Европе. Эта монументальная работа так и не была закончена, опубликована издательством Оксфордского университета посмертно в 1997 году.
Сын — Джереми (Джем) Файнер (род. 1955), британский музыкант (банджо, гитара, саксофон), один из основателей The Pogues.

## Монографии
- A Primer of Public Administration (Введение в общественное управление), 1950 (ISBN 0-8371-9492-X, 1977)
- The Life and Times of Sir Edwin Chadwick (Жизнь и время сэра Эдвина Чадвика), 1952 (ISBN 0-416-17350-0, 1970)
- Local Government in England and Wales (Местное самоуправление в Англии и Уэльсе), 1953 (ISBN 0-19-889159-8)
- Anonymous Empire: A Study of the Lobby in Great Britain (Анонимная империя: исследование лобби в Великобритании), 1958
- Private Industry and Political Power (Частная индустрия и политическая власть), 1958
- Backbench Opinion in the House of Commons, 1955-59, 1961
- The Man on Horseback: The Role of the Military in Politics (Человек верхом на лошади: Роль военных в политике), 1962 и 2002 (ISBN 0-86187-967-8, 1988)
- Vilfredo Pareto: Sociological Writings (составитель), 1966
- Comparative Government: An Introduction to the Study of Politics (Сравнительное управление: учебник), 1970 (ISBN 0-14-021170-5, 1974)
- Adversary Politics and Electoral Reform (редактор), 1975 (ISBN 0-9504469-0-4)
- Five Constitutions: Contrasts and Comparisons (редактор), 1979 (ISBN 0-14-022203-0)
- The Changing British Party System, 1945—1979, 1980 (ISBN 0-8447-3368-7)
- Parties and Interest Groups (аудиокнига), 1982 (ISBN 1-86013-297-9)
- Electoral System (audio cassette, joint author), 1982 (ISBN 1-86013-296-0)
- Comparing Constitutions (редактор), 1995 (ISBN 0-19-876344-1)
- The History of Government from the Earliest Times, 1997 и 1999 (ISBN 0-19-822904-6 три тома)